# 蒙毅
蒙 毅（もう き、? - 紀元前209年）は、中国の秦の官僚。蒙驁の孫。蒙武の子。蒙恬の弟。

## 生涯
蒙氏は、蒙驁の代に斉より秦へ移り住んだ。蒙恬が始皇帝に信任されると、蒙毅も親近され、位は上卿にいたり、始皇帝の外出には常に車に陪乗し、宮中でも常に御前に侍った。
ある時、趙高が大罪を犯し、蒙毅は処刑するよう命じた。蒙毅は法のとおり死罪とし、趙高の官籍を除いたが、始皇帝は趙高が仕事に勤勉であるということで、恩赦して復職させた。このことで、蒙毅は趙高に恨まれることになった。
紀元前211年、始皇帝は出遊の途中で病気になったため、蒙毅をやって山川の神に祈らせた。
紀元前210年、蒙毅が帰らないうちに、始皇帝は沙丘で崩御した。趙高は李斯と共謀し、始皇帝の末子の胡亥を皇帝に立て、長男の扶蘇と蒙恬（蒙毅の兄）に自殺を命じた。扶蘇は抵抗せずに自殺し、蒙恬は抵抗し、陽周の獄に繋がれた。一方、蒙毅は帰ってくると、代に投獄された。
同年、兄の蒙恬は胡亥（二世皇帝）からの自殺命令が届くとやむを得ず、自殺した。
紀元前209年、趙高は有力者や不平派を悉く冤罪で殺害し、蒙毅もこれによって誅殺された。